# ARMA III
Pour les articles homonymes, voir Arma.
 (août 2016).
Si vous disposez d'ouvrages ou d'articles de référence ou si vous connaissez des sites web de qualité traitant du thème abordé ici, merci de compléter l'article en donnant les références utiles à sa vérifiabilité et en les liant à la section « Notes et références ».
ARMA III (« Arma III ») est un jeu de tir tactique sorti en 2013. Il est la suite de la simulation d'infanterie ARMA II.

## Trame principale

### Univers
La campagne Vent d'Est se déroule sur deux îles, la principale étant Altis, la seconde Stratis. Les îles sont fortement inspirées de deux îles grecques du nom de Lemnos et Ágios Efstrátios, bien que leurs superficies soient légèrement plus faibles que les îles originales : 400 km2 annoncés pour Altis (au lieu de 478 km2, soit 85 % de l'échelle), 30 km2  pour Stratis (au lieu de 43 km2, soit 70 % de l'échelle). Cela représente pour Altis une surface de jeu équivalente au cumul des cartes du Takistan et de Chernarus. De plus, les développeurs ont annoncé la possibilité d'explorer les fonds marins sur l'équivalent de 100 à 150 km2.
Sur l'île principale, la majeure partie des villes et villages sont reproduits, soit une cinquantaine environ. L'île a été légèrement modifiée pour les besoins du développement ; ainsi, certains lacs à l'est de l'île sont absents. Une possible explication viendrait du fait que le jeu se déroule en 2035.

Lemnos, l'île ayant inspiré Altis, elle a été très fidèlement reproduite.

### Contexte
L'introduction de la campagne est une diffusion de AAN World News, une chaîne d'information fictive, qui raconte que l'OTAN arrive à la fin de son mandat à Stratis, et qu'il est en pleine crise économique due à la progression fulgurante du CSAT (Canton-Protocol Strategic Alliance Treaty, une alliance militaire) en Europe et en Méditerranée. Il est aussi dit que la FIA (Freedom and Independence Army, un groupe rebelle local) est presque à bout, et que l'AAF (Altian Armed Forces, les forces armées d'Altis) compte demander l'aide du CSAT.

### Personnages
La campagne principale d'ARMA III, hors DLC, nous met dans la peau de deux personnages, Conway, un sergent, jouable lors du prologue, et Ben Kerry, un caporal, jouable dans la campagne « Vent d'est », tous deux membres de l'US Army. Notez que lorsque l'on joue Conway lors du prologue, on rencontre Kerry vers la fin de la cinquième et dernière mission, et dans la première partie de la campagne "Vent d'est" Conway et Kerry feront partie de l'équipe Alpha.
Conway meurt lors de l'échappée de Stratis vers Altis à la fin de la bataille d'Agia Marina : leurs hors-bords, pris pour cible par des chasseurs de l'AAF, sont détruits, il perd connaissance et se noie. Kerry survit à ces événements, et se réveille sans équipement sur une plage d'Altis, à lui de survivre avec notamment l'aide de l'équipe du capitaine Miller et de la FIA, le mouvement de résistance d'Altis. Kerry se verra promu sergent dans la mission « Diplomatie Préventive » de la troisième partie de la campagne.

### Scénario

#### Préambule
La campagne d'ARMA III, intitulée « Vent d'Est », est disponible en trois épisodes publiés sous forme de mises à jour gratuites. Cette campagne relate les événements donnant lieu au déclenchement d'un conflit éclair se déroulant dans la petite république insulaire d'Altis et Stratis au cœur de la Méditerranée. Le mandat de maintien de la paix des forces de l'OTAN arrivant à son terme, la Force Opérationnelle Égide (en anglais Task Force Aegis) poursuit le démantèlement de ses bases sur le territoire altien dans un climat tendu alors que les troupes altiennes font preuve d'hostilité envers leurs supposés alliés.

#### Survivre (Survive)
Le scénario démarre le 7 juillet 2035 à 5 h 15. Le joueur quitte une base de l'OTAN en cours de démantèlement sur Stratis, quand il découvre sur la route, près d'un véhicule en flammes, le cadavre du Colonel MacKinnon, le commandant de la force Aegis chargée de la paix dans la république d'Altis. Au même moment l'OTAN se trouve sous le feu d'un ennemi inconnu, qui s'avère être l'AAF, son ancien allié. Le joueur se replie dans la forêt. Un peu plus tard, son seul compagnon le sergent Adams ayant marché sur une mine, Kerry se retrouve seul, mais il parvient à rejoindre un groupe d'autres survivants qui se cachent dans une base abandonnée.
Ces survivants commencent à mener des actions de guérilla contre l'AAF puis parviennent à entrer en contact avec leur commandement. Il est alors décidé qu'ils attaqueront l'AAF afin de faciliter le débarquement de troupes de l'OTAN qui doivent reprendre l'île de Stratis. Mais ce plan tourne court lorsque le CSAT intervient pour soutenir l'AAF. Les survivants décident alors de quitter l'île pour se rendre sur Altis afin d'y prendre contact avec les rebelles du FIA, mais ils sont interceptés par un aéronef de l'AAF en chemin.

#### S'adapter (Adapt)
Dans le deuxième épisode de cette campagne, le caporal Kerry se retrouve échoué sur l'île d'Altis à l'ouest (près de Kavala, ancienne capitale de l'île). Il va alors rejoindre les membres du FIA, rebelles luttant pour la chute du gouvernement actuel dans la république d'Altis. Seul un petit groupe (encore plus réduit que sur Stratis) de survivants sont encore en vie après que l'aéronef les a interceptés. De nombreuses actions de guérillas sont réalisées, embuscade d'un convoi pour voler de l'essence, attaque d'un avant-poste isolé, avec de nombreux changements de position (le CSAT et l'AAF forcent les guérilleros à changer constamment de position pour ne pas se faire repérer). Jusqu'au jour où la FIA décide par l'ancien survivant en chef de Stratis d'attaquer un aérodrome isolé pour permettre à l'OTAN d'attaquer l'aérodrome principal (situé quelques kilomètres au nord). Cependant l'OTAN a décidé du plan inverse et attaque l'aérodrome isolé, en faisant feu sur la FIA (sachant que l'OTAN n'était pas au courant de la situation entre la FIA et ses hostiles). Un hélicoptère de l'OTAN qui s'est écrasé près d'un groupe de survivants dirigé par Kerry a été sécurisé par ce même groupe et a permis une communication entre l'OTAN et la FIA, où le pilote survivant prévient le reste des troupes alliées qu'ils attaquent des rebelles eux-mêmes contre l'AAF. L'épisode se termine avec l'arrivée d'un colonel en hélicoptère pour rencontrer Kerry et obtenir plus d'informations sur la situation.

#### Vaincre (Win)
Le dernier épisode commence à Stratis, sur la base aérienne reprise par les forces de l'OTAN. Kerry est vu étrangement de la part des soldats qui le considèrent comme un guérillero (malgré le fait qu'il était sous mandat OTAN avant l'attaque éclair de l'AAF). Une conversation entre les officiers et Kerry a lieu, expliquant la situation actuelle de l'OTAN et les opérations à venir. Le colonel explique aussi à Kerry que s'il est possible de retourner au combat c'est grâce à l'État-major de l'OTAN qui lui donne une possibilité de revenir. Cependant le colonel apprécie très peu cette bonne nouvelle pour Kerry, et le prévient qu'en cas de mauvaise conduite ou s'il mettait la vie d'un autre soldat en danger il serait démobilisé.
Après cette mission Kerry se retrouve de nouveau sur Altis sous commandement d'une petite équipe, il a pour but de surveiller une décharge située à environ cinq kilomètres du front. Lorsque Kerry remarque un bateau pneumatique en train d'arriver vers la côte, il a pour ordre de revenir vers son équipe pour regroupement. Au même moment, sur trois points précis, des explosions retentissent. Ces points sont des stations de DCA qui ont été détruites par les forces ennemies. Lorsque Kerry atteint son équipe il les retrouve tous morts. Il est annoncé sur toutes les radios qu'une contre-attaque est en cours. Kerry se regroupe avec une escouade mécanisée, quand un appel inconnu (qui s'avère être un membre de la FIA que Kerry connaissait) dit que les forces guérillas attaquent les forces aériennes OPFOR. Kerry est donc (à contre-cœur du colonel) mis aux commandes d'une escouade de la FIA pour appuyer la contre-attaque et reprendre les lignes perdues. Contre-attaque réussie avec succès.

## Autres campagnes

### Laws of War
Laws of War (« Les Lois de la guerre ») est un contenu téléchargeable proposant une mini-campagne intitulée Remnants of War (« Vestiges de guerre ») dans laquelle le joueur incarne un démineur, Nathan MacDade, membre de l'IDAP (International Development & Aid Project) une organisation non gouvernementale  (ONG) aidant les habitants d'Altis et Stratis à se remettre du récent conflit « Vent d'Est ». La campagne se déroule à Oreokastro, petit village du nord-ouest de l'île, ainsi que ses alentours où Nathan MacDade opérait autrefois avec l'ONG ; son travail sur place sera de déminer complètement le village, via divers moyens présentés par le gameplay. Le joueur incarnant MacDade cherche et neutralise les explosifs présents dans le village.
Étant interviewé au téléphone par Katherine Bishop, journaliste de l'AAN World News, MacDade profitera de l'occasion pour raconter les péripéties du village durant la guerre via différents points de vue, présentés sous forme de « souvenirs », dispositif scénaristique qui révèle comment et pourquoi le village est dans son état actuel (barrage de véhicules incendiés et bâtiments éventrés contenant des munitions non explosées entre autres). La campagne se conclut sur une dernière question de la journaliste Katherine Bishop, demandant à MacDade de dire qui, selon lui, est responsable du sort du village ; la décision est laissée au joueur via cinq choix, 4 étant les différents protagonistes des « souvenirs » et le cinquième choix étant « ce n'est de la faute de personne/tout le monde est responsable ». Après quoi, l'article est présenté, publié et la campagne s’achève.

### Contact
Dans le contenu téléchargeable Contact, le joueur incarne le sergent Aiden Rudwell, un interprète et opérateur de drones qui prend part à des manœuvres militaires de l'OTAN en Livonie, pays fictif censé se trouver entre l'Oblast de Kaliningrad, la Biélorussie, la Pologne et la Lituanie. Rudwell prend part à l'exercice «Electron» opposant l'US Army et l'armée Livoniènne, également appelée «LDF» pour «Livonian Defense Force». L'exercice se termine après quelques échanges de tirs à blanc lors d'un exercice, Rudwell est convié à rejoindre Jack Stype, un caporal qui est chargé d'apprendre les bases de la guerre électronique, via piratage de drones et usurpation électronique, procédé visant à se faire passer pour le commandement ennemi pour donner de faux ordres aux troupes, une fois ceci fait, il rejoint le Lieutenant John Kingsley (ou Kingsly) chargé de guider un tir de missile, mais des perturbations électromagnétiques font s'écraser le missile bien trop loin de son objectif, le faisant toucher plusieurs militaires livoniens et américains, Stype est alors chargé de déplacer un blindé pour faire de la place pour le traitement des blessés, mais le sol s'effondre, révélant une étrange et gigantesque racine.
Deux semaines plus tard, deux semaines durant lesquels l'Astra, l'agence spatiale internationale, se mêle de l'affaire, l'ordre est donné à l'armée américaine de quitter le pays, pendant qu'ils effectuent leur travail, Stype charge Rudwell d'une petite mission clandestine, aller à l'usine où ils étaient précédemment établis lors des événements décrits plus tôt, il a des soupçons sur la version officielle donnée par les livoniens quand ils ont fermé l'usine, prétextant une fuite d'un gaz toxique, mais la visite sur place donne une tout autre impression, après avoir récupéré des informations, Rudwell est repéré par un hélicoptère livonien, mais au même moment, une impulsion électromagnétique, plus précisément Une « impulsion transitoire à micro-ondes haute puissante », donc HPM et non IEM, cause un black out dans la région, faisant crasher l'hélicoptère, après quoi Rudwell retrouve Stype dans une maison isolée, les deux hommes se disputent sur les récents événements lorsqu'un énorme O.V.N.I. les coupe dans leur conversation, les deux hommes restent sans voix et regagnent leur base, ils y apprennent que l'impulsion a fait plusieurs morts, dont le Colonel Richter chargé des opérations en Livonie, la HPM ayant détruit son pacemaker alors qu'il conduisait, provoquant un accident.
À la suite de cela, une tentative de contact se fait avec l'entité extraterrestre, Rudwell, en tant qu'interprète, est tout désigné pour cette tache mais l'US Army et la LDF se perturbant l'un l'autre, la situation vire au conflit armé, des gradés américains sont tués, dont le Commandant (Major en V.O) Don Homewood dit "Le Don", l'officier en charge après le décès du Colonel, Stype prend alors la tête d'un petit groupe, dont fait partie Rudwell, accompagné de deux scientifiques qui chargent Rudwell d'aller enquêter sur le terrain, mais plus l'enquête avance, plus le mystère s'épaissit, surtout à l'apparition de Spetsnaz russes, ceux-ci expliquent qu'un objet similaire à ceux découverts en Livonie, a été découvert plusieurs années auparavant, mais qui a causé une explosion gigantesque qui aurait rasé une immense forêt, dont la version officielle est un crash de météorite, mais cette fois-ci le risque s'étend à l'Europe entière, voir le monde, ils font donc équipe contre la LDF, qui a décidé de traiter l'entité extraterrestre comme hostile.

## Système de jeu

### Généralités
ARMA III est un jeu de tir à la première ou troisième personne axé sur la simulation militaire.
Plusieurs ajouts et innovations de gameplay sont apportés au jeu par rapport ARMA II, tels qu'une gestion de la physique poussée grâce au moteur PhysX et à la gestion du ragdoll, l'ajout de la plongée sous-marine et de sous-marins, la personnalisation des armes et des personnages, les nuages et le brouillard volumétriques, ou encore la possibilité d'entrer et de détruire de nombreux bâtiments. Enfin, de nombreuses armes et véhicules sont présents.
La campagne d'ARMA III, intitulée « Vent d'Est », est disponible en trois épisodes publiés sous forme de mises à jour gratuites :
- Le premier épisode, « Survive » (« Survivre »), est sorti le 31 octobre 2013[4] ;
- Le deuxième épisode, « Adapt » (« S'adapter »), est sorti le 21 janvier 2014[5] ;
- Le troisième épisode, « Win » (« Vaincre »), est sorti le 20 mars 2014[6].

### Factions
Plusieurs factions sont présentes dans ARMA III, divisées en quatre camps distincts : 
Il y a trois factions présente dans le camp BLUFOR :
- L'OTAN (Organisation du Traité de l'Atlantique Nord) comme le véritable organisme international, il a pour but d'assurer la paix dans le monde avec son armée composée de plusieurs nationalités différentes. Sur le jeu l'armée mise en avant est l'armée américaine (comme sur ARMA II et Arma II: Operation Arrowhead), à la différence que cette fois-ci l'armement et les véhicules sont standardisés (et non plus seulement les munitions). C'est pour cela qu'on trouve des Merkava Mark 4 pilotés par des militaires américains. Il est aussi possible de trouver des soldats de l'UKSF, mais ceux-ci n'ont qu'un impact sur la campagne et aucun ailleurs. Elle affronte une crise économique importante la forçant à mieux se redéployer. Ils sont reconnaissables à leur treillis tourné vers le « MTP ».
- La FIA (Freedom and Independance Army), groupe de guérilleros se rebellant contre le régime Altien (très peu apprécié par la population locale) et notamment l'AAF (Altis Armed Forces). Sur le jeu ils ne possèdent aucun blindé comparé aux autres factions militaires. La FIA utilise des techniques de sabotage et d'attaque armée pour « rivaliser » avec ses ennemis. En évitant le plus possible une rencontre contre des forces trop blindées ou trop entraînées (blindés, hélicoptères, avions). En se focalisant sur l’infanterie. Ils sont reconnaissables par leurs tenues croisées entre du civil et du militaire.
- Le groupe 15 des CTRG ajouté dans l'extension Apex, forces spéciales de l'OTAN. Leurs treillis ont un camouflage jungle, ils sont équipés d'HK-416/HK-417, de jumelles de vision nocturne/thermique ainsi que d'un véhicule de reconnaissance léger, le Prowler de Polaris. Le reste de leurs équipements est similaire aux forces de l'OTAN.
- La LDF pour «Livonian Defense Force» est l'armée du pays fictif de la Livonie, se situant entre l'Oblast de Kaliningrad, la Biélorussie, la Pologne et la Lituanie. Cette faction est ajoutée via le DLC Contact, mettant en scène un scénario de premier contact avec une entité extraterrestre, tout comme l'AAF, ils sont alliés a l'US Army puis deviennent hostiles envers elle à la suite de différends. La LDF dote ses soldats d'un équipement protecteur très efficace avec un camouflage "géométrique" forestier inédit : uniforme, gilet modulable à plaques et casque avancé avec protection des oreilles et des joues facultative, l'armement est un fusil modulaire bullpup Promet chambré en 6.5 mm, pouvant accueillir une poignée de transport détachable avec lunette intégrée et un lance-grenades ou un fusil à pompe sous canon.
- Les Spetznaz russes, également ajoutés dans le DLC Contact sont une faction mineure, mais ayant une grande importance dans le scénario de la campagne. Ils sont équipés de la mitrailleuse légère RPK-12 présentant un chargeur tambour distinctif de 75 balles, un canon rallongé, une crosse modifiée et une poignée supplémentaire, ainsi que l'AKU-12, une carabine légère à canon raccourci avec frein de bouche spécial.
- La RFA, pour République Fédérale d'Allemagne, s'ajoute dans le DLC communautaire "Global Mobilisation - Cold War Germany", elle est munie de tenues d'époque, version forêt et neige, pour infanterie ou équipage de tank, ainsi que 18 véhicules terrestres et aériens, sans compter les variantes, ainsi que 15 armes, également sans compter les variantes, comme la HK-G3 ou encore la G36.
- La RDA, pour République Démocratique Allemande, s'ajoute également dans le DLC communautaire "Global Mobilisation - Cold War Germany" munie de tenues d'époque, version forêt ou neige, pour infanterie ou équipage de tank, ainsi que 13 véhicules terrestres et aériens, sans compter les variantes, ainsi que 13 armes, sans compter les variantes, comme la KMS-72, version de l'AKM de l'Allemagne de l'est ou encore la RPK-74.

Il n'y a qu'une faction OPFOR sur le jeu par défaut. Le CSAT (pour Canton (protocol) Strategic Alliance Treaty) est une alliance politico-militaire tel que l'OTAN, cependant ses membres sont la Chine (que l'on combat dans le DLC Apex), l'Égypte, l'Iran (qui serait le pays avec qui on combat sur les principales missions, incluant la campagne Vent d'Est) et d'autres pays d'Asie et d'Afrique (la Russie est considérée selon la campagne et les scénarios officiels comme un allié). Elle est la principale cause de la crise économique touchant les pays de l'OTAN, et crée une véritable tension stratégique à travers le monde. Comme l'OTAN, elle est armée et standardisée mais possède une armée très moderne comparé à l'OTAN qui possède de vieux véhicules pour la majorité. Officiellement le CSAT n'a pas le droit d'être sur Altis mais finalement le gouvernement Altos va les appeler pour demander leur aide face à la FIA. Ils sont reconnaissables par une tenue de couleur plutôt orange/marron. Dans l'extension Apex un nouveau membre du CSAT devient jouable, la Chine, et avec elle de nouveau véhicules et camouflages.
Il existe deux factions indépendantes : l'AAF (Altis Armed Forces), force militaire locale d'Altis et Stratis, dirigée officiellement par le gouvernement Altos. Sur la campagne elle est considérée comme agressive envers sa population, elle est très peu entraînée, probablement la plus grande cause de leur manque d'efficacité contre la FIA. Elle est équipée notamment d'armement anglais (tel qu'un hélicoptère anglais), ils sont reconnaissables par leur tenue « camouflage numérique » verte. Puis le Syndicat ajouté dans l'extension Apex, guérilla local sur l'île de Tanoa faiblement équipée.
Il y a une faction considérée comme « civile », représentant la vie d'Altis en dehors du militaire. Depuis le DLC Laws Of War, l'IDAP (International Development & Aid Project) est jouable, c'est une ONG opérant à travers le monde en réponse au conflit et catastrophe naturelle. Depuis le DLC Contact la faction civile peut être armée et hostile, elle se dote de fusil de chasse classique Mk14, version civile à tir unique et à crosse en noyer du Mk14 militaire et le fusil Kozlice est un fusil traditionnel de calibre 12 à canon basculant tirant de la chevrotine ou des balles et disponible en variante à canon scié. Où représenter l'ASTRA, qui serait l'agence spatiale internationale de l'univers du jeu, celle-ci n'ayant que des camionnettes et des drones dotés d'équipement d'analyses scientifiques.

### Armes et véhicules
Chaque faction du jeu possède un panel d'armes varié : fusils d'assaut ou de précision, pistolets, lance-missiles anti-char ou anti-aérien, mitrailleuses, grenades, etc. De nombreux véhicules sont également présents : chars d'assaut, camions, quads, transports de troupes ou véhicules de combat d'infanterie, lance-missiles, artillerie, véhicules de défense anti-aérienne, mais aussi mini sous-marins, avions de chasse ou d'appui au sol, hélicoptères de transport, de combat ou de soutien, etc.

## Développement
Deux développeurs du jeu présents sur l'île de Lemnos dans le cadre de vacances personnelles y ont été arrêtés le 9 septembre 2012 pour espionnage, quelques images de leur vidéo faisant figurer des bâtiments militaires se trouvant sur un aéroport mixte grec (civil et militaire). Ils ont été libérés sous caution le 15 janvier 2013 pour rentrer en République tchèque. À la suite de cet incident, Bohemia Interactive a décidé de changer le nom de l'île, qui devait originellement s'appeler Limnos en référence à l'île originelle, ainsi que son emplacement. Altis se situe désormais au sud de la mer Adriatique.

## Extension et contenu téléchargeable

### Contenu téléchargeable officiel
ARMA III possède aussi du contenu téléchargeable qu'il soit créé par Bohemia Interactive ou non. Les DLC payant d'ArmA ont la spécificité de proposer le contenu à tous les joueurs, ce qui permet aux joueurs ne possédant pas certains contenus payants de pouvoir rejoindre n'importe quel serveur ; le contenu ne peut pas être utilisé par le joueur mais il est tout de même possible de le voir et, quand il s’agit d’un véhicule, de monter en tant que passager.

#### Vent d'Est
La campagne solo, en trois épisodes, disponible gratuitement.

#### Arma 3 Zeus
DLC ajouté gratuitement lors d'une mise à jour, permet à un joueur de faire office de maître du jeu en contrôlant entièrement la partie, en ajoutant des soldats ou du matériel, des points de réapparition pour les joueurs, ou encore des objectifs ou des effets visuels ou sonores, le tout dans un éditeur 3D en temps réel. Il existe sous deux formes :
- Libre : Un certain joueur (ou plusieurs) peut devenir le maître du jeu quand il le désire grâce à un raccourci clavier.
- Imposé : Le maître du jeu l'est pendant toute la durée de la partie et n'est pas représenté physiquement dans celle-ci.

#### Arma 3 Karts
Premier DLC payant de ARMA III. Il permet au joueur d'utiliser de nouveaux véhicule : les karts. Le pack inclut quelques scénarios sur circuits pour kart en solo ainsi qu'une nouvelle arme et de nouveaux objets et équipements. À l'origine, il s'agissait d'un poisson d'avril.

#### ARMA 3 Helicopters
DLC apportant du contenu payant (le pilotage de nouveaux hélicoptères) et gratuit (sous forme de mise à jour : la possibilité de tirer depuis certains véhicules, d'héliporter des véhicules grâce aux hélicoptères, et d'utiliser les nouveaux appareils avec certaines limitations).

#### ARMA 3 Marksmen
Il ajoute du contenu gratuit, et du contenu payant. En effet, l'ajout de plusieurs fusils de précision, ainsi que de mitrailleuses lourdes sont notables. L'ajout du système de bipieds comme accessoires d'arme, utilisable par défaut, appuyables sur des obstacles/couvertures, ainsi qu'au sol, en étant allongé.

#### ARMA 3 Jets
Sortie le 16 mai 2017 sous forme d'une mise à jour gratuite pour tous les utilisateurs, cinq nouveaux aéronefs (trois chasseurs, un avion furtif ainsi qu'un drone) seront ajoutés au jeu comme contenu "premium" (payant). La mise à jour apportera des nouveautés sur la manière de cibler les ennemis, la possibilité de modifier les missiles embarqués, un nouveau système de dégâts pour les aéronefs ou encore un nouveau radar.

#### Arma 3 Malden
Mise à jour entièrement gratuite, sortie le 22 juin 2017, ce DLC ajoute une "nouvelle" carte appelée Malden, qui est en fait une refonte de la carte présente dans Arma : Cold Wars Assault pour célébrer le 16e anniversaire de la franchise ArmA. Celle-ci est déjà présente dans le jeu Project Argo du même studio.

#### ARMA 3 Law Of War
Contenu payant qui ajoute une nouvelle Faction (IDAP), une ONG humanitaire opérant dans le monde entier, une campagne solo axée sur les conséquences à long terme de la guerre sur Altis ainsi que sur les dangers des obus à sous munitions, de nouveaux drones, de nouveaux véhicules, de nouvelles structures et de nouveaux objets.

#### Arma 3 Tac-Ops Mission Pack
Ajout de trois campagnes payante jouable sous différents point de vue avec une vidéo explicative en fin de campagne présenté par un vétéran.

#### Arma 3 Tanks
DLC sortie le 11 avril 2018 ajoutant trois blindées : le T-140 Angara tiré du T-14 Armata ; l'AWC Nyx tiré du Wiesel AWC et le Rhino MGS tiré du Rooikat ainsi qu'une mini-campagne  ,,,

#### Arma 3 Contact
Sortie le 25 juillet 2019. Contrairement aux autres DLC, celui-ci explore la science-fiction avec une nouvelle campagne "Premier Contact" ou le joueur doit faire face à une prétendu "invasion extra-terrestre" et essayer de comprendre qui ils sont tout en participant à des conflits armées. Celle-ci se joue sur une carte crée spécialement pour l'occasion : "Livonie" qui s'étend sur une surface de 163 km², Il s'agit d'une région partiellement abandonnée située en Europe de L'est de langue Polonaise. Pour le contenu, deux nouvelles factions font leur apparition avec la Force de Défense Livonienne (LDF) et les Spetsnaz russes. 5 nouvelles armes : le fusil bullup Promet ; une mitrailleuse légère RPK-12 ; une carabine légère AKU-12 ; un fusil de chasse Mk14 (version civile à tir unique du Mk14 militaire) et le fusil de calibre 12 Kozlice disponible aussi en variante à canon scié. 2 nouveaux véhicules : un drone-terrestre ED-1, disponible en plusieurs variantes ainsi que le tracteur d'ArmA 2. Est aussi inclus de nombreux équipements de protections NRBC ainsi que des objets pour les créateurs de missions.

#### Arma 3 Art of War
Sortie le 23 février 2021, ce DLC caritatif a été développé à la suite du concours Arma 3 Art of War. Il met en scène 2 missions, un musée visitable ainsi qu'une mission de récupération d'objets d'art dérobés lors des événements de «Vent d'Est», 100% des bénéfices après impôts sont reversés au Comité international de la Croix-Rouge (CICR), le DLC se vend à 3 prix différents, suivant le don désiré, de 2, 5, ou 10 euros, les 3 prix donnent exactement le même contenu, seul le don fait au CICR varie. Le DLC apporte plusieurs éléments décoratifs, certains commémoratifs, comme des cercueils, des photos, et des drapeaux pliés entre autres, ainsi qu'une collection de vêtements civils décontractés, arborant différents imprimés, ainsi que des cadres et toiles de formats et tailles diverses, ainsi que de créer ses dioramas en jeu.
Finalement les bénéfices de la vente de l'extension après impôts s'élèvent à 155 783 $ soit 138,330 € où 116 944 £ au moment de la remise de la somme au CICR. Maintenant que la période de collecte de fonds est terminée, l'extension est désormais gratuite et "de façon permanente" pour tout joueurs n'ayant pas encore obtenu le pack.

### Extension:Apex
Le 11 juillet 2016, l'extension ARMA III: Apex est sortie. Elle se veut plus riche que les contenus téléchargeables précédemment sortis.[réf. souhaitée]
Elle comprend une nouvelle carte, Tanoa, qui est une île du Pacifique sud, ancienne colonie française, anglaise et hollandaise. Elle ajoute aussi des nouvelles factions et unités avec de nouvelles armes. Elle ajoute aussi de nouveaux véhicules dont deux VTOL (« Vertical take-off and landing », en français : aéronef à décollage et atterrissage verticaux) une nouvelle classe de véhicules inédits. La campagne apporte une réponse à la plupart des questions posées sur la campagne du jeu Vent d'Est, et met probablement aussi un terme à l'histoire en 2034 et 2035.
L'archipel dont fait partie Tanoa connait, à la suite d'un tsunami, une crise politique et militaire importante débouchant sur une rébellion. Une force armée, le Syndikat, mène des attaques de guérilla contre les forces locales. Ce groupe paramilitaire est composé d'hommes peu entraînés, mal équipés, et plus souvent habillés d'une tenue civile que d'une tenue militaire. Mais elle est aussi composée d'unités plus anciennes, dont la plupart des hommes seraient les vétérans d'un ancien conflit qui a eu lieu sur l'archipel et d'autres des déserteurs. Le joueur fait partie d'une force spéciale clandestine envoyée sur place pour tenter de rétablir la paix. La force que nous jouons sont les CTRG, des forces spéciales de l'OTAN, qui ne dépend cependant pas du commandement central.
L'extension propose également un scénario solo nommé "The Old Man" où "Le Vieil Homme", sous forme d'une seule et même mission malgré la longueur et la variation des objectifs de celle-ci, vous y incarner, comme son nom l'indique, un vieil homme, "Santiago" surnommé "Képi Blanc" puisqu'il est un ancien soldat de la Légion étrangère dont le Képi est le symbole le plus reconnu à travers le monde. Sa mission consiste à aider le capitaine Scott Miller, nom de code "Keystone", dans son enquête sur une étrange épidémie de paludisme qui touche Tanoa, il aide en parallèle un médecin, le Dr Drábek, s'occupant des malades qui lui confiera la mission de lui ramener des médicaments, une liste de patients dépend du stock de médicament rapporté. Il sera également contacté par "l'Ensemble" connu également sous le nom de "Syndikat" un groupe criminel paramilitaire antigouvernemental luttant contre les forces de l'ordre de l'île, en particulier le CSAT, qui lui confiera des missions d'approvisionnement en équipement, ainsi que des attaques de postes de contrôles ou bases de la gendarmerie ou du CSAT et une mission consistant à sauver un prisonnier. Le scénario comporte plusieurs fins suivant les choix fait au cours de la partie, allant de la fuite de l'île à la résolution de l'épidémie par exemple. On peut noter que les habitants de l'île ont un accent français prononcé étant donné que Tanoa est une ancienne colonie française notamment, d'où la présence également de la Gendarmerie, on peut donc entendre lors des conversations que Santiago est surnommé non pas « White Képi » mais bel et bien « Képi Blanc ».

## Contenu téléchargeable communautaire
Bohemia ne produit plus de contenu téléchargeable pour ArmA 3 mais compte tout de même sortir du contenu payant créé par d'autres studios .
En ajoutant plusieurs modifications appelées "mods", des véhicules, armes, et cartes peuvent être ajoutés. La modification "Life" permet au joueur de jouer en multijoueur avec un univers Roleplay réaliste. Ainsi, des scènes totalement improvisées peuvent avoir lieu entre joueurs inconnus.
La liste non exhaustive des mods permet de mettre en scène aussi bien un conflit moderne, que passé, allant de la première guerre mondiale, la seconde, ainsi que celle du Vietnam, jusqu'aux conflits futuristes, fictionnels ou encore paranormaux, comme une apocalypse zombie par exemple, le tout, avec une multitude de pays protagonistes, et d'armement et véhicules adaptés. On retrouve ainsi, au 10 mai 2021, environ 90 000 objets, dont 17 337 mods créés par la communauté publiés sur le Steam Workshop.

### Arma 3 Creator DLC: Global Mobilization - Cold War Germany
Sortie le 29 avril 2019, ce DLC communautaire nous amène dans le nord de l'Allemagne des années 80, encore divisé entre l'ouest, avec la République Fédérale d'Allemagne et l'est, avec la République Démocratique Allemande. Dans ce scénario fictif, on incarne différentes troupes de l'ouest ripostant face aux troupes de l'est violant la frontière séparant le pays en deux. Le DLC nous offre un large choix de véhicules, plus de 80 en comptant les variantes terrestres comme aériennes, et plus de 30 armes en comptant également les variantes, du HK-G3 au G36 en passant par la KMS-72, variante d'Allemagne de l'est de l'AKM. Il offre également une nouvelle carte de 419 km², 10 missions solo, et 17 scénarios multijoueur, 13 en coopération et 4 en joueurs contre joueurs.

### Arma 3 Creator DLC: S.O.G. Prairie Fire
Le 6 mai 2021 sort le DLC communautaire S.O.G. Prairie Fire mettant en scène la Guerre du Vietnam. Le DLC a été développé par le studio Savage Game Design. Le DLC inclut une nouvelle carte : Cam Lao Nam, représentation minimaliste des anciennes colonies françaises d'Asie du Sud-Est. De nouvelles factions sont disponibles, tout comme de nouveaux équipements. Les joueurs peuvent expérimenter de nouveaux modes de jeu multijoueur : des scénarios mettant en scène l'unité d'opérations spéciales MACV-SOG opérant en territoire ennemi ou un mode de jeu à grande échelle dont l'objectif est de prendre le contrôle de toute la région.

## Accueil

### Critique
Le journaliste d'IGN, dans une critique parue en 2013, décrit le jeu comme un « multijoueur qui est parfois très impressionnant et complètement unique », mais nuance en critiquant les mécaniques de jeu, parfois trop complexes. Il conclut ainsi qu'une fois intégrés les mécanismes complexes du jeu, il propose un « combat tactique à grande échelle qui n'est tout simplement pas offert ailleurs ».

### Détournement du jeu et désinformation
En raison du réalisme et de la représentation fidèle de véhicules et de scènes de combat, des images du jeu sont régulièrement utilisées pour la propagande et alimentent la désinformation sur certains conflits, en particulier l'invasion de l'Ukraine par la Russie et la guerre de Gaza. Des experts affirment que la propagande est probablement « issue d'acteurs étatiques » et relayée par des comptes appartenant à « des gens naïfs » ou des « trolls » qui s'en servent pour se donner de la visibilité. Certaines vidéos sont même reprises par les médias grand public et la télévision, comme en Roumanie sur Antena 3 CNN en février 2023. En octobre 2023, quelques jours après l'attaque du Hamas contre Israël, une vidéo est relayée par un compte israélien, censée montrer le Dôme de fer en action. Il s'agit en réalité d'une fausse image, tirée du jeu vidéo. De telles vidéos sont régulièrement utilisées afin de « montrer la supériorité technologie d’un camp sur un autre », selon le média L'ADN. Des images sont également utilisées par des comptes palestiniens. Des vidéos provenant du jeu et présentées comme vraies sont également repérées sur le thème de la guerre civile syrienne, de la guerre d'Afghanistan et du conflit israélo-palestinien en général.
Le jeu se déroulant au cours d'une guerre fictive, en 2035, les images détournées utilisent des mod comportant des armes modernes, et sont généralement truquées ou montées pour qu'il soit difficile de distinguer leur nature fictive. Des scènes de nuit, ne montrant pas de soldats humains et tournées avec une mauvaise qualité d'image, sont généralement utilisées. Si leur usage est important sur les réseaux sociaux, les images sont le plus souvent repérées et signalées par les comptes spécialisés en renseignement open-source. Selon le studio, qui regrette le détournement de ces images, et plusieurs experts, les fausses images seraient cependant plus faciles à repérer que d'autres techniques de désinformation comme le deepfake, notamment grâce aux métadonnées.